# .mn
Pour les articles homonymes, voir MN.
.mn est le domaine de premier niveau national réservé à la Mongolie, enregistré en 1995.